# Charles Howard Hinton
Pour les articles homonymes, voir Hinton.
 (mars 2017).
Si vous disposez d'ouvrages ou d'articles de référence ou si vous connaissez des sites web de qualité traitant du thème abordé ici, merci de compléter l'article en donnant les références utiles à sa vérifiabilité et en les liant à la section « Notes et références ».
Charles Howard Hinton (né en 1853 au Royaume-Uni et mort le 30 avril 1907 à Washington D. C.) est un mathématicien et philosophe britannique, connu pour ses écrits sur la quatrième dimension. On lui doit aussi des récits de science-fiction et l'invention du mot tesseract.

## Biographie
Dans son essai The Fourth Dimension: A Guided Tour of the Higher Universes (La Quatrième Dimension), Rudy Rucker le présente comme « le grand philosophe de l'hyperespace » et des espaces à dimensions supplémentaires.
Bien qu'il ne soit pas l'inventeur du concept de la quatrième dimension, il fut un véritable pionnier en la matière. Dans le premier essai qu'il publia, en 1880, dans un article intitulé What is the Fourth Dimension? (Qu'est-ce que la quatrième dimension ?, publié dans Scientific Romances), il explique le concept de la quatrième dimension, notamment à travers l'exemple de la construction d'un hypercube (« Constructing a Four-Square ») qu'il nomma « tesseract ».
Il fut le gendre du mathématicien George Boole par son épouse Mary.
Accusé de bigamie en 1885, Charles Hinton quitta l'Angleterre pour le Japon en 1886.
Dans son livre A New Era of Thought (Une nouvelle ère de la pensée), Charles Hinton avance l'idée que notre espace possède une légère hyperépaisseur dans la quatrième dimension, nous permettant de construire des pensées 4D.
Il meurt le 30 avril 1907 à Washington D. C.).

## Hinton dans la culture populaire
Aucun livre de Charles Hinton n'est traduit en français, mais on en trouve plusieurs extraits dans La quatrième dimension de Rudy Rucker. Par ailleurs, Alan Moore y fait référence dans le comic book From hell, tout comme Thierry Smolderen et Jean-Philippe Bramanti dans leur BD McCay, relatant la vie du dessinateur américain Winsor McCay.
Hinton est le personnage principal de la pièce de théâtre Un genio olvidado (un rato en la vida de Charles Howard Hinton) de Carlos Atanes, dont la première a eu lieu à Madrid (2015). Dans cette pièce, le dramaturge spécule sur ce qui aurait pu arriver chez le couple Hinton un jour de 1893.
Il est également cité par Jorge Luis Borges dans ses nouvelles Miracle secret (consacrée aux anomalies du temps) et There are more things (évoquant une rencontre étrange dans un lieu hors du commun).